# Lars "Osten" Bergström
Lars Arne "Osten" Bergström, född 9 maj 1956 i Luleå, är en före detta ishockeytränare. Han var 2008–2017 sportchef för Luleå HF.
Anledningen till att han kallas för "Osten", sägs vara för att han som liten såg rund ut, som en ost.
Bergström har varit tränare för bland annat Sveriges B-landslag, Malmö Redhawks och Luleå HF, där han var med och tog SM-guld 1996. Han var förbundskapten för Österrikes herrlandslag i ishockey mellan åren 2003-2005 och 2007-2009. Han har även tidigare varit idrottslärare på Bergviksskolan i Luleå.
Bergström har även varit ishockeyspelare i IFK Luleå och GroKo Hockey (nuvarande  Luleå HF).
2020 spelade Lars också en liten roll som hockeytränare, i två avsnitt av TV-serien Björnstad.

## Karriär som tränare
- 1980-1991 (assisterande), 1994-1998 - Luleå HF
- 1991 - Bodens IK
- 1992-1994 - Sveriges B-landslag
- 1998-2003 - Klagenfurter AC
- 2003-2005, 2007-2009 - Österrike
- 2005-2007 - Malmö Redhawks